# 丹萨替寺
丹萨替寺（藏語：གདན་ས་ཐེལ，威利转写：gdan sa thel，又译邓萨提寺）是位于中国西藏自治区山南市桑日县的一座藏传佛教帕竹噶举派寺院，是帕竹噶举派的第一座寺院，也是帕竹噶举派的早期主寺。

## 历史
丹萨替寺位于桑日县江乡日岗村北的山腰上。丹萨替寺是帕竹噶举派最早的寺庙。南宋绍兴二十八年（1158年），噶举派僧人多吉杰布创建该寺。一说，1159年（藏历第三绕迥土虎年），丹萨替寺由达布噶举派创始人达布拉吉的弟子多吉杰布修建。建寺之后，多吉杰布在该寺收徒传法十多年，因其地名叫“帕竹”，故该派发展为帕竹噶举派，该寺遂成帕竹噶举派的主寺，多吉杰布本人也被称为“帕木竹巴”。
多吉杰布时期，丹萨替寺仅有多吉杰布修行用的一间茅屋。1198年起，方由多吉杰布的两位大弟子直贡巴、达隆唐巴开始修建祖拉康大殿。
南宋嘉定元年（1208年），出身于当地郎氏家族的僧人扎巴迥乃（grags-pavbyung-gnas，1175-1255）出任该寺寺主，自此该寺寺主一职专由郎氏家族的兄弟叔侄世袭。元朝分封乌思藏各地方势力为万户，帕木竹为十三万户之一。万户长一职依例由丹萨替寺的寺主兴荐。1320年代，扎巴迥乃的侄曾孙绛曲坚赞出任帕竹万户长，集家族及政教权力于一体，并使用武力兼并了前藏的大部分地区，同控制后藏的萨迦派抗衡，建立了帕竹第司政权。元朝至正十一年（1351年），绛曲坚赞另外兴建了泽当寺，泽当寺主要讲授显教经论，而主寺丹萨替寺则专门修习密法。后来，帕木竹巴转而注重显教，丹萨替寺的地位遂渐被泽当寺取代。
丹萨替寺是帕竹噶举派的主寺，又是从帕竹噶举派分出的8个支派的母寺，宗教地位很高。京俄·扎巴迥乃、扎巴仁钦、绛曲坚赞、扎巴坚赞等知名佛教人物，均曾长期出任丹萨替寺的座主。1434年发生内乱，1481年帕竹政权遭到推翻，丹萨替寺乃衰落。
1962年，丹萨替寺被列为西藏自治区文物保护单位。文化大革命中，丹萨替寺遭到毁灭性破坏。1992年至1993年，西藏自治区文物局投资重建了丹萨替寺。

## 建筑
如今，丹萨替寺南北宽500米，东西长1000米，占地面积大约30万平方米，海拔高度大约4400米。丹萨替寺依山而建，自西向东分别为帕木竹巴修行洞、佛塔“果芒曲丹”、僧舍、经堂、大殿、神殿等建筑。
- 帕木竹巴修行洞：宽3米，深2米。1159年，帕木竹巴·多吉杰布来到该地，在此洞前修建了一座茅棚，取名“丹萨替”。后来，有人在该洞前兴建了一座经堂，并对该山洞稍加凿刻，该洞从此成了当地的朝圣点之一。原来，洞内主供帕木竹巴·多吉杰布的铜像。如今，洞内供奉着帕木竹巴·多吉杰布佩戴加持刀的塑像及手杖，带有足迹的右旋海螺，直贡噶举派敬献的曼陀罗，各种佛经和法器，帕竹噶举派的施主郎氏家族敬献的缀以珍珠的黄铜帽等等。[2]
- 果芒曲丹：修行洞以东是丹萨替寺的八棱多门方形佛塔“果芒曲丹”。[2]
- 僧舍：果芒曲丹以东为大片的僧舍。僧舍以东是丹萨替寺的主体建筑：大殿、经堂。[2]
- 大殿：大殿面积大约1570平方米，共有36柱，墙体厚1.2米，以方石砌成。大殿西墙南端开有一个小门。大殿建在峭壁之下，该峭壁经人工修整，距经堂外墙有3至5米，从而形成了大殿转经甬道。大殿的南、北、东三面共有10根柱子。大殿四壁绘满壁画，内容丰富，有些壁画的落款还是汉文。大殿藏经的部分又名“藏经殿”，藏经殿中的10根木柱上写有京俄·扎巴迥乃的柱铭，藏经殿内的经书架和建筑的墙壁等高，藏经方式和萨迦寺相同。大殿的顶层是京俄·扎巴迥乃的寝宫，为汉式塔形结构建筑。[2]
- 神殿：位于大殿以西，面积大约300平方米。[2]
- 佛塔：位于大殿和神殿之间。[2]
- 灵塔殿：位于大殿以南，殿墙高1.2米，厚0.6米，殿内供奉两座灵塔，灵塔远高于殿墙。灵塔殿前为一条很长的石阶。[2]
- 经堂：经堂位于大殿向南约20米处。坐北朝南，面积大约300平方米，墙厚1.1米。经堂有门廊，门廊左侧是上楼的梯子。经堂北面、东面有一座高1.2米、宽1米的佛龛。经堂向南为一条通往僧舍的石阶。经堂西南角，有一座三套间的神殿，三套间中的后面一套为一座佛殿，其地面高出前面两套的地面1.6米。[2]
- 辩经场：大殿和经堂之间，为一座长60米、宽大约20米的平台，是丹萨替寺的辩经场。[2]
- 望楼：丹萨替寺最南端是一座建于小山顶上的望楼，望楼前为小庭院。望楼位于整个寺院前端，起观察哨或烽火台的作用。望楼的外形像碉堡，站在望楼上，向前可望见雅鲁藏布江及其两岸，向后可鸟瞰丹萨替寺全寺。[2]

大殿内主供帕木竹巴、能言吉萨玛、舍利质二尊岗青等等黄铜镀金像。佛殿内供奉头盖宝伞的红帽系坚俄那仁的塑像，以花岗石刻成的那若巴（噶举派的二祖师）的骨饰等等。大殿的佛龛上还有黄铜镀金的京俄·扎巴迥乃的灵塔、一百多座银制多门吉祥塔、帕木竹巴的吉祥发光塔、帕竹噶举派的传承活佛像、其他各种寺宝及佛像。法器中，有岭·格萨尔王的铜盔、刀、弓以及具备加持力的护法神刀等等。

## 丹萨替寺造像

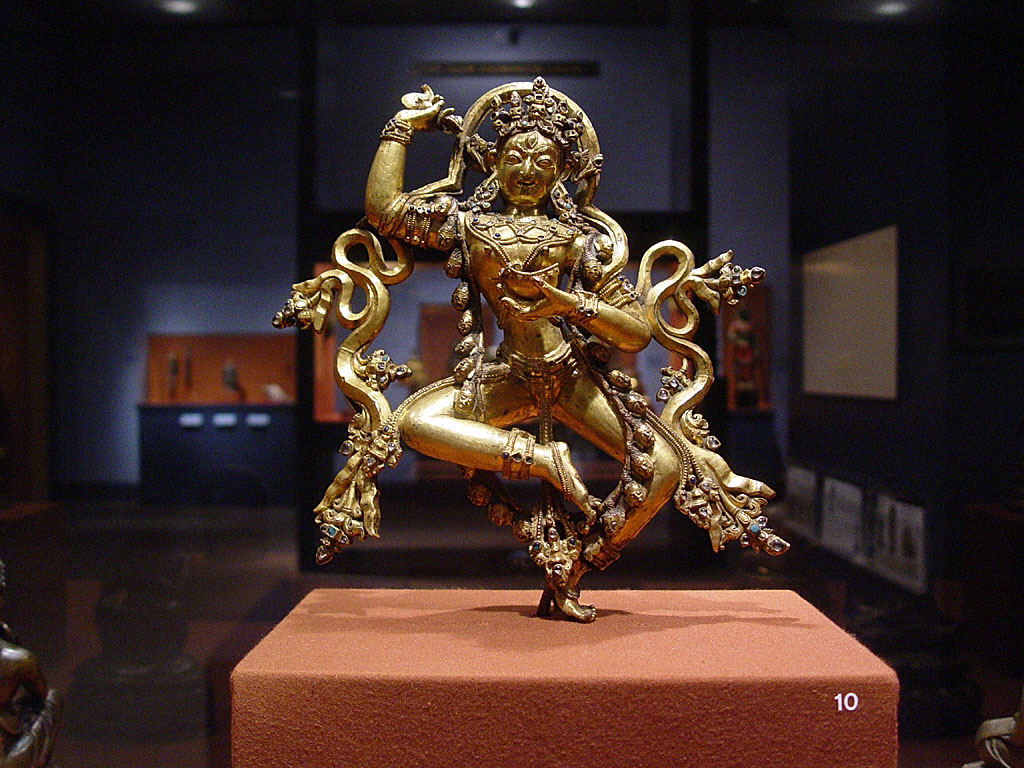
可能来自丹萨替寺的金刚亥母像，约15世纪作品，现存美国洛杉矶县立艺术博物馆

丹萨替寺的各类佛教造像数量很多，十分珍贵。图齐是国外学者中最早注意到丹萨替寺造像者，曾于1948年访问丹萨替寺，目睹看帕木竹巴家族为丹萨替寺的座主们兴建的许多舍利塔，塔身四周置有造像。图齐在其所著《去拉萨及以远》一书中首次提出，丹萨替寺造像属于一种特殊的风格。随图齐到西藏的弗朗西斯·梅尔拍摄了图齐赞誉的舍利塔的多张照片。
如今，丹萨替寺造像在西方的博物馆、私人收藏、艺术市场、拍卖会上散见者，初步统计总数约100多尊。西藏博物馆、布达拉宫等单位出版的图录中，仅列有3尊丹萨替寺造像。瑞士的施罗德所著的《西藏佛教塑像》第二卷，刊有10多尊。中国信息中心的出版物中，刊有10多尊。2005年，在重建丹萨替寺时，在该寺遗址出土了600多件文物，其中大约有300多尊造像，存放在当地。
丹萨替寺造像的供奉形式特殊，不像一般佛像供在佛龛或神坛，而是供在舍利灵塔的塔身四周，数量少则200多尊，多则3000多尊。首都博物馆研究员黄春和将丹萨替寺造像分为三个时期：（1）产生期：13世纪，即第二任、第三任座主灵塔的建设时期；（2）发展、定型期：14世纪，丹萨替寺以及帕竹噶举派的鼎盛期；（3）衰落期：15世纪中叶后，帕竹政权灭亡，丹萨替寺衰落。